# Andrzej Halicki

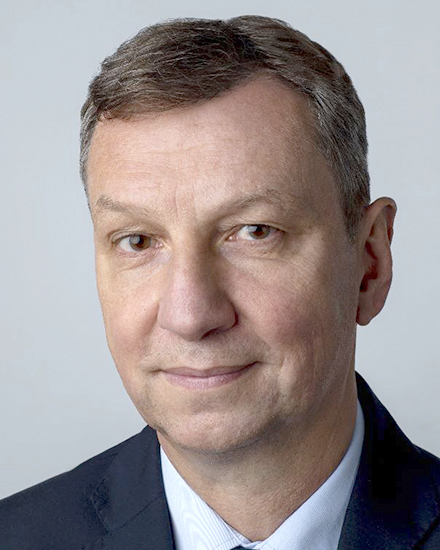
Andrzej Halicki (2023)

Andrzej Witold Halicki (* 26. November 1961 in Warschau) ist ein polnischer Politiker (KLD, UW, PO), Ökonom und Unternehmer. Er gehörte von 2005 bis 2019 dem Sejm in der V., VI., VII. und VIII. Wahlperiode an. Seit 2019 ist er Mitglied des Europaparlaments.

## Leben und Beruf
Halicki studierte Luftverkehrsökonomie an der Szkoła Główna Handlowa w Warszawie. In der ersten Hälfte der 1990er Jahre arbeitete er für die PR-Agentur Burson-Marsteller. Seit 1996 leitete er die vihm gegründete Agentur GGK Public Relations, die zum Netzwerk „InterPublic Group of Companies“ gehört. Er gehörte auch dem Vorstand der Berufsvereinigung „Polskiego Związku Firm Deweloperskich“ an. Halicki ist verheiratet und hat einen Sohn.

## Politik
Halicki engagierte sich in der demokratischen Opposition. Ende der 1980er Jahre leitete er den Unabhängigen Studentenverband (NZS) an der Szkoła Główna Handlowa w Warszawie und gehörte auch der landesweiten NZS-Führung an. Von 1990 bis 1992 war er Pressesprecher des Kongres Liberalno-Demokratyczny (KLD). Bei der ersten vollständig freien Parlamentswahl 1991 kandidierte er für die KLD, erhielt aber kein Mandat. Nach der Fusion der KLD mit der Unia Demokratyczna 1994 gehörte er der daraus entstandenen Unia Wolności an. Im Jahr 2001 trat er der Platforma Obywatelska (PO) bei. Bei der Parlamentswahl 2005 kandidierte er zunächst vergeblich für die PO. Er rückte am 10. Januar 2007 für Jacek Wojciechowicz in den Sejm nach, der sein Mandat Ende 2006 niedergelegt hatte.
Anschließend wurde Halicki bei den Parlamentswahlen 2007, 2011 und 2015 wiedergewählt. 2009 wurde er als Nachfolger von Krzysztof Lisek Vorsitzender des Auswärtigen Ausschusses des Sejm. Von 2009 bis 2021 war er Vorsitzender der PO in der Woiwodschaft Masowien. Von 2012 bis 2019 war er Vertreter des Sejm in der Parlamentarischen Versammlung des Europarates. Von 2014 bis 2015 war er Minister im Ministerium für Digitalisierung. Bei der Europawahl 2019 wurde er auf der Liste des Wahlbündnisses Koalicja Europejska, an dem sich die PO beteiligt hatte, in das Europaparlament gewählt. Bei der Europawahl 2024 wurde er für die Koalicja Obywatelska wiedergewählt. Im Europaparlament gehört er der Fraktion der Europäischen Volkspartei (Christdemokraten) an, deren stellvertretender Fraktionsvorsitzender er ist.